# Nils Schulz
Nils Schulz, auch Nils A. Schulz,  (* 1976 in Wilhelmshaven) ist ein deutscher Schauspieler.

## Leben
Schulz stammt aus Norddeutschland. Im Alter von vier Jahren zog er mit seiner Familie in die Schweiz. Er lebte über zehn Jahre in Grenzach-Wyhlen bei Basel und wuchs dort auf.
Zunächst wurde er ab 2006 als Werbedarsteller für verschiedene Druckerzeugnisse engagiert. Er nahm dann von 2008 bis 2009 privaten Schauspielunterricht. Außerdem besuchte er verschiedene Schauspielworkshops und Seminare zur Rollengestaltung und zum filmischen Arbeiten.
Seine Karriere als Filmdarsteller begann mit der Mitwirkung in Werbefilmen (für das Robert Koch-Institut, das Bundesministerium des Innern, IKEA, Persil, NIVEA for Men, Sony PlayStation, Coppenrath & Wiese, Aktion Mensch u. a.), in Musikvideos und in zahlreichen Kurzfilmen. Seit 2009 arbeitet er als Schauspieler für Film und Fernsehen, seit 2012 schwerpunktmäßig für das Fernsehen.
Eine seiner ersten Fernsehrollen hatte er im Polizeiruf 110: Eine andere Welt (2012). Er war in der kleinen Rolle des Werkstattmechanikers Rolf zu sehen, der Horst Krause sein Motorrad repariert. In dem RTL-Fernsehfilm Mantrailer – Spuren des Verbrechens (2013) hatte er eine Nebenrolle an der Seite von Armin Rohde; er spielte den Polizisten Roland Stammer. In dem Kurzspielfilm Besuch im Wald (2013) spielte er die männliche Hauptrolle; seine Partnerin war Katharina Thalbach. Der Film war 2014 Gewinner des Publikumspreises beim Max-Ophüls-Preis; er erhielt die Auszeichnung für den besten „mittellangen Film“. In dem Fernsehfilm Der Freitagsmann aus der ZDF-Krimireihe Ein starkes Team (Erstausstrahlung April 2014) spielte er eine Nebenrolle; er verkörperte Christian König, den arbeitslosen, tatverdächtigen Ehemann der vergewaltigten Verkäuferin Stefanie König (Luise Berndt).
Schulz hatte auch Episodenrollen in Fernsehserien, u. a. in Alarm für Cobra 11 – Die Autobahnpolizei (2010 und 2013) und Weissensee (2015).
In der ZDF-Krimiserie SOKO Leipzig (Oktober 2015) war er in einer Episodenhauptrolle zu sehen. Er spielte den ehem. Strafgefangenen und Tatverdächtigen Torsten Wenzel, einen Freund des Mordopfers. In der ersten Staffel der TV-Serie SOKO Potsdam (2018) übernahm Schulz eine Episodenhauptrolle als Rechtsanwalt, der gemeinsam mit seiner Frau die Dienste eines Reproduktionsmediziners in Anspruch nimmt, und schließlich zum Mörder wird. Im Dezember 2018 war Schulz in der ZDF-Fernsehserie Notruf Hafenkante in einer Episodenrolle als homophober Fußballtrainer zu sehen. In der 10. Staffel der deutsch-österreichischen TV-Serie Die Bergretter (2018) hatte Schulz, an der Seite von Catherine Bode, eine der Episodenhauptrollen, als Inhaber einer Firma für Outdoor-Bekleidung, dessen kleine Tochter entführt wurde. Von März 2019 (Folge 6724) bis Juni 2020 (Folge 7039) spielte Schulz in der RTL-Produktion Gute Zeiten, schlechte Zeiten die Hauptrolle des Star-Architekten Robert Klee. In der sechsten Staffel der TV-Serie Morden im Norden (2020) übernahm Schulz eine der Episodenhauptrollen als Streifenpolizist Mattis Schulz, der unter Verdacht steht, für den Tod eines Mannes, der sich in Polizeigewahrsam befand, verantwortlich zu sein. In der 4. Staffel der ZDF-Serie Blutige Anfänger (2022) spielte Schulz den romantischen Verehrer der Kriminalkommissarin Madeleine Konrad (Birte Hanusrichter). In der 19. Staffel der ZDF-Serie SOKO Wismar (2022) war er als tatverdächtiger Immobilienmakler Frank Neuhof zu sehen.
Schulz lebt seit Anfang 2000 in Berlin.

## Filmografie (Auswahl)
- 2010: Alarm für Cobra 11 – Die Autobahnpolizei (Fernsehserie; Folge: Spurlos)
- 2010: Fußgängerland – Willkommen im Müßiggang (Kurzfilm)
- 2010: Victim (Kurzfilm)
- 2012: Polizeiruf 110: Eine andere Welt (Fernsehreihe)
- 2013: Alarm für Cobra 11 – Die Autobahnpolizei (Fernsehserie; Folge: Tödliche Wahl)
- 2013: Mantrailer – Spuren des Verbrechens (Fernsehfilm)
- 2013: Besuch im Wald (Kurzspielfilm)
- 2013: George (Fernsehfilm)
- 2014: Ein starkes Team – Der Freitagsmann (Fernsehreihe)
- 2015: Magnum: Aloha, Berlin! (Kurzfilm)
- 2015: SOKO Leipzig (Fernsehserie; Folge: Sprengstoff)
- 2015: Vorstadtrocker (Fernsehfilm)
- 2016: Auf Augenhöhe (Kinofilm)
- 2017: Mirovia (Kurzfilm)
- 2017: Am Ruder (Fernsehfilm)
- 2017: Polizeiruf 110: Einer für alle, alle für Rostock (Fernsehreihe)
- 2017: Die Chefin (Fernsehserie; Folge: Prager Kristalle)
- 2018: SOKO Potsdam (Fernsehserie; Folge: Ein schwerer Fehler)
- 2018: Notruf Hafenkante (Fernsehserie; Folge: Im Abseits)
- 2018: Die Bergretter (Fernsehserie; Folge: Entführt)
- 2019–2020: Gute Zeiten, schlechte Zeiten (Fernsehserie)
- 2020: Morden im Norden (Fernsehserie; Folge: Zwischen Leben und Tod)
- 2021: SOKO Wismar (Fernsehserie; Folge: Die Kneipe)
- 2022: Blutige Anfänger (Fernsehserie; Folge: Monsterjagd)
- 2022: SOKO Wismar (Fernsehserie; Folge: Robin)
- 2024: Käthe und ich: Sommerliebe (Fernsehreihe)
- 2024: WaPo Bodensee (Fernsehserie; Folge: Ein tödlicher Augenblick)